# Ludmila

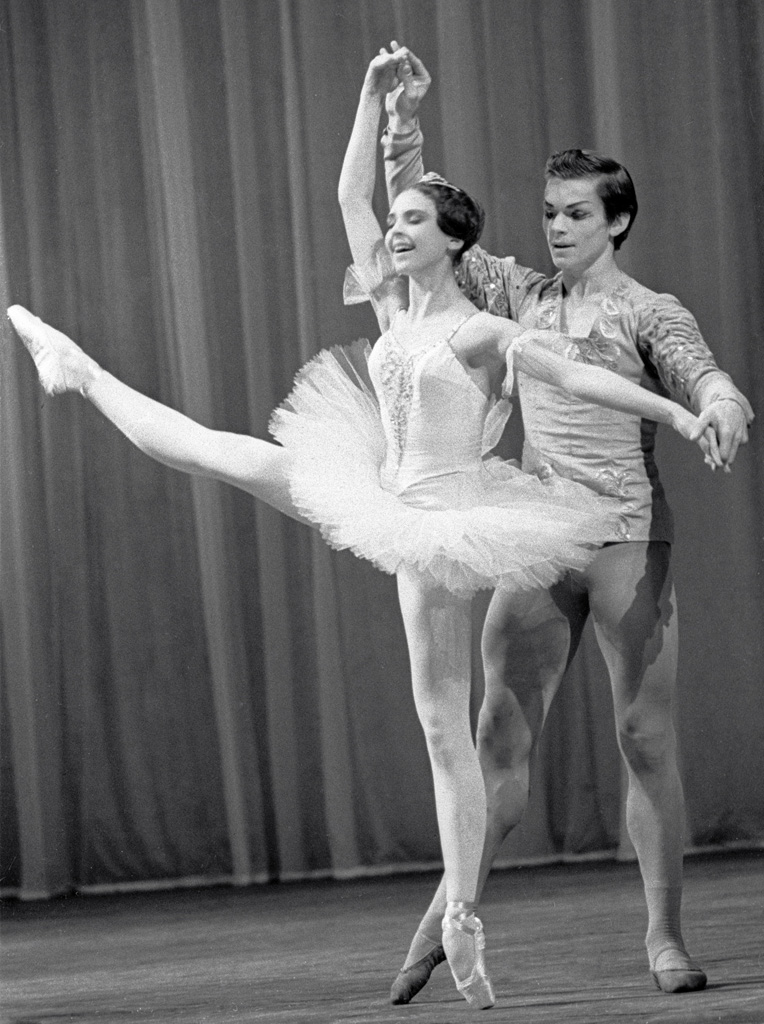
Ljudmila Semenjaka.

Ludmila är ett kvinnonamn av slaviskt ursprung. Det kommer av slaviska och ryska люди ljudi ("folk") och мила mila ("älskade").

## Personer med namnet Ludmila
- Ludmila Engquist, sovjetisk, senare svensk, häcklöpare och bobsleighåkare
- Ludmila Blonska, ukrainsk friidrottare
- Ludmila Semenjaka, rysk ballerina